# 拥政街道
拥政街道，是中华人民共和国辽宁省大連市金州区下辖的一个乡镇级行政单位。

## 行政区划
拥政街道下辖以下地区：
古城甲区社区、古城丙区社区、八一路社区、福利街社区、憬园河畔社区、三里村、红塔村、九里村和青山村。